# Antonio Segni
Antonio Segni (Sassari, 2 febbraio 1891 – Roma, 1º dicembre 1972) è stato un politico italiano, 4º presidente della Repubblica Italiana dall'11 maggio 1962 al 6 dicembre 1964.
Uno dei membri più conservatori della Democrazia Cristiana, dopo aver ricoperto diversi incarichi governativi nei governi Bonomi III, Parri, De Gasperi I, De Gasperi VII e Pella, Segni fu per due volte presidente del Consiglio dei ministri, dal 6 luglio 1955 al 20 maggio 1957 e dal 16 febbraio 1959 al 26 marzo 1960.
Eletto presidente della Repubblica il 6 maggio 1962, la sua fu la seconda presidenza più breve nella storia della Repubblica Italiana dopo quella di Enrico De Nicola, in quanto mantenne il ruolo solamente per due anni, fino alle dimissioni per impedimenti di salute del 6 dicembre 1964.
Come capo dello Stato ha conferito l'incarico a tre presidenti del Consiglio dei ministri: Amintore Fanfani (del quale ha respinto le dimissioni di cortesia presentate nel 1962), Giovanni Leone (1963) e Aldo Moro (1963-1968); ha nominato tre senatori a vita nel 1963 (Ferruccio Parri, Cesare Merzagora e Meuccio Ruini). Non ha nominato alcun giudice della Corte costituzionale.
Suo figlio Mariotto è anch'egli un politico.

## Biografia

### Giovinezza, esordi in politica e la docenza
Antonio Segni nacque in una nobile famiglia sarda, ascritta al patriziato genovese dal 1752, da Annetta Campus e Celestino Segni.
Portati a termine gli studi liceali classici presso il liceo Domenico Alberto Azuni di Sassari, si laureò in giurisprudenza  nel 1913, e fu ufficiale di artiglieria durante la prima guerra mondiale.
Aderì al Partito Popolare Italiano fin dalla sua fondazione nel 1919 e fu consigliere nazionale del PPI dal 1923 al 1924. Con l'avvento del fascismo e le elezioni del 1924, smise temporaneamente di fare politica.
Intanto aveva perfezionato gli studi all'Università di Roma, dove fu allievo del professore di diritto processuale civile Giuseppe Chiovenda, insieme a Piero Calamandrei. 
Insegnò quindi in varie università italiane, nel 1920 a Perugia, nel 1925 a Cagliari (dove fu preside), nel 1929 a Pavia, e dal 1930 a Sassari (di cui fu commissario dal 1943 al 1945, e magnifico rettore dal 1946 al 1951). Dal 1954 insegnò diritto processuale civile a "La Sapienza" di Roma fino al 1961.

### Incarichi governativi
Nel 1942 fu tra i fondatori della Democrazia Cristiana e autorevole esponente dell'antifascismo sardo. Fu chiamato il 12 dicembre 1944 come sottosegretario all'agricoltura nel governo Bonomi III, quindi nel governo Parri e nel governo De Gasperi I, fino al 14 luglio 1946.

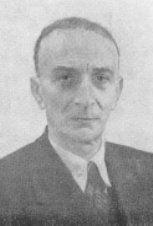
Segni nel 1946

Nel giugno 1946 venne eletto deputato all'Assemblea Costituente e dal 1948 alla Camera dei deputati, sempre rieletto (dal 1964 al Senato).
Da quel periodo ricevette numerosi incarichi istituzionali e governativi: 
- ministro dell'agricoltura e foreste dal 14 luglio 1946 al 26 luglio 1951 nei governi De Gasperi II, III, IV, V e VI;
- Ministro della pubblica istruzione dal 26 luglio 1951 al 7 luglio 1953 nel governo De Gasperi VII e dal 2 agosto 1953 al 12 gennaio 1954 nel governo Pella.
- Vicepresidente del Consiglio dei ministri della Repubblica Italiana e ministro della difesa dal 1º luglio 1958 al 15 febbraio 1959 nel governo Fanfani II;
- Ministro dell'interno dal 15 febbraio 1959 al 25 marzo 1960 nel secondo governo da lui stesso presieduto;
- Ministro degli affari esteri dal 25 marzo 1960 al 7 maggio 1962 nel governo Tambroni, nel governo Fanfani III e nel governo Fanfani IV,

accumulando un curriculum politico di ben 135 mesi da ministro, un record tuttora imbattuto per tutti gli altri Presidenti della Repubblica eletti sia prima che dopo di lui.

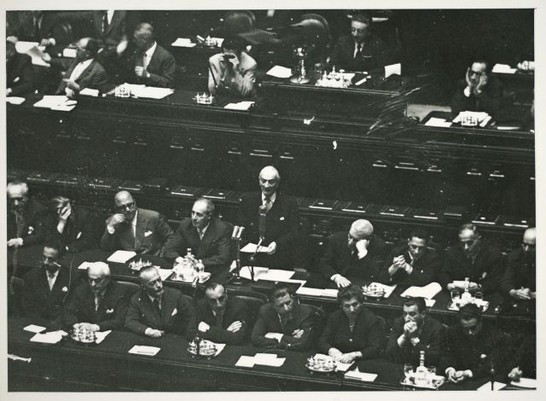
Presentazione del primo governo Segni alla Camera il 13 luglio 1955

Fu ministro dell'agricoltura quando venne varata, grazie ai fondi del Piano Marshall, una riforma agraria detta legge Stralcio (legge n. 841 del 21 ottobre 1950), da alcuni studiosi ritenuta la più importante riforma dell'intero secondo dopoguerra[4], che sancì l'esproprio coatto delle terre ai grandi latifondisti e la loro distribuzione ai braccianti agricoli di modo da renderli de facto piccoli imprenditori non più sottomessi al grande latifondista e facendo nascere successivamente forme di collaborazione come le cooperative agricole che, programmando le produzioni e centralizzando la vendita dei prodotti, diedero all'agricoltura quel carattere imprenditoriale che era venuto meno con la divisione delle terre.
In tale periodo, per controllare il suo bacino elettorale, pose al vertice della DC sassarese il cugino Antonio Campus. La linea locale fortemente anticomunista imposta da Segni è stata descritta in un'intervista da Francesco Cossiga, all'epoca giovane militante sassarese: "Alla vigilia delle elezioni del 1948 ero armato fino ai denti. Mi armò Antonio Segni. Non ero solo, eravamo un gruppo di democristiani riforniti di bombe a mano dai carabinieri. La notte del 18 aprile la passai nella sede del comitato provinciale della DC di Sassari... Prefettura, poste, telefoni, acquedotto, gas non dovevano cadere, in caso di golpe rosso, nelle mani dei comunisti".

#### Presidente del Consiglio

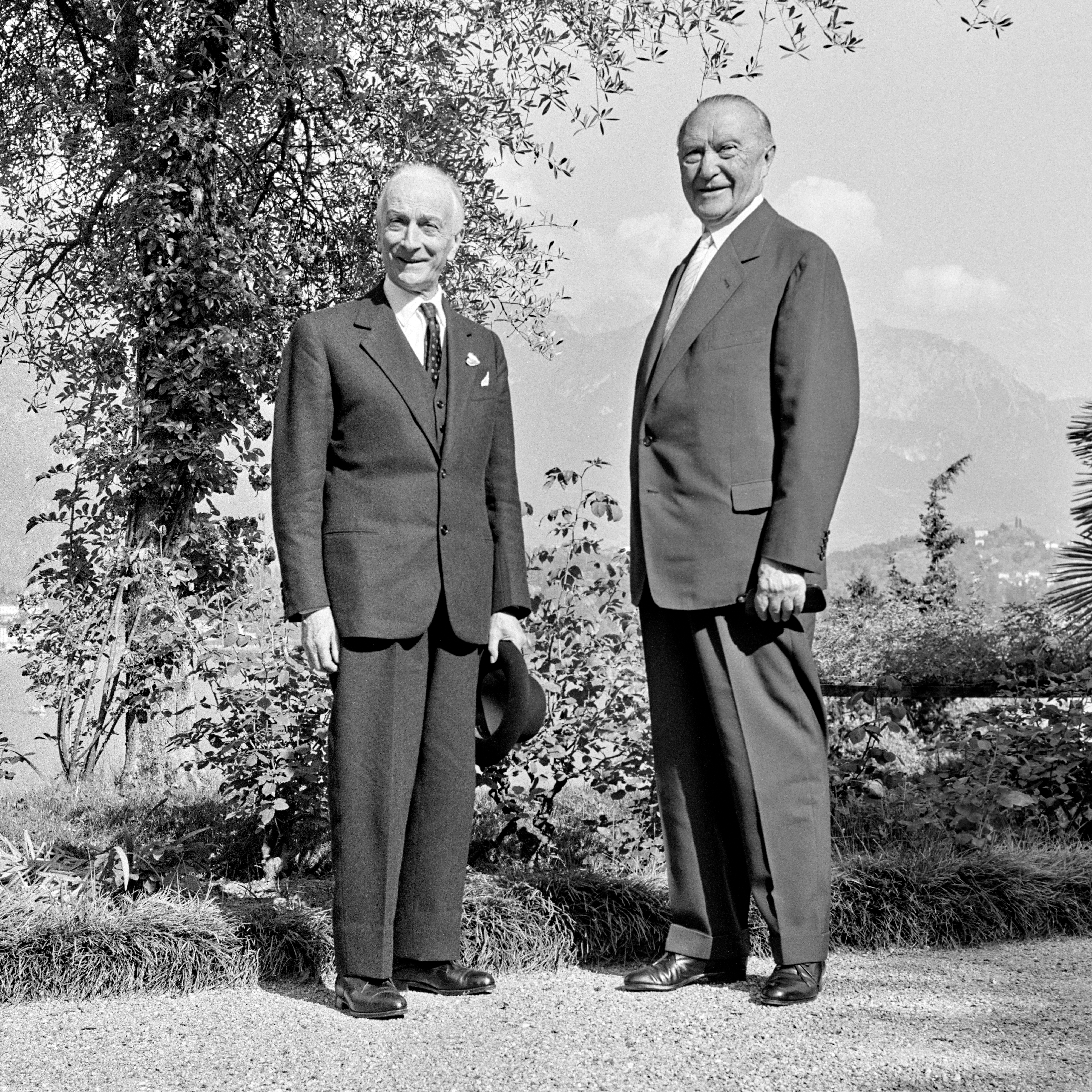
Antonio Segni con il cancelliere federale della Germania Ovest Konrad Adenauer nell'agosto del 1959

Politico di tendenze conservatrici, Segni fu due volte presidente del Consiglio dei ministri. Guidò il suo primo governo di stampo centrista tra DC, Partito Socialista Democratico Italiano e Partito Liberale Italiano dal 6 luglio 1955 al 15 maggio 1957, straordinariamente lungo per l'epoca e ancora oggi uno dei dieci governi più longevi della Repubblica italiana, e un monocolore DC che si resse con l'appoggio esterno di liberali, monarchici e missini, dal 15 febbraio 1959 al 23 marzo 1960; quest'ultimo esecutivo cadde perché le strategie politiche orientate a sinistra del segretario della Democrazia Cristiana Aldo Moro e di Amintore Fanfani indussero le forze di destra a ritirargli la fiducia.
Durante il primo governo di Segni vennero firmati il 25 marzo 1957 i trattati di Roma istituendo la Comunità Economica Europea (CEE) di cui l'Italia fu uno Stato cofondatore ed il Mercato Europeo Comune (MEC); venne definitivamente creata e insediata la Corte Costituzionale, fino ad allora mai entrata in funzione, venne varata la legge che garantì all'Eni l'esclusiva della ricerca e dello sfruttamento degli idrocarburi in tutto il territorio italiano (Sicilia esclusa) e fu creato il Ministero delle partecipazioni statali, organo del governo italiano addetto alla supervisione e gestione delle partecipazioni statali nell'economia italiana, determinando per le aziende statali anche un'autonomia sindacale «pubblica» e sottraendole alla disciplina confindustriale per assoggettarle a un regime proprio. Durante il suo secondo governo venne istituito con la legge n. 617/59 il Ministero del turismo e dello spettacolo. Fu presidente del Consiglio dell'Unione europea dal 1º luglio al 31 dicembre 1959.

### Presidenza della Repubblica

#### Elezione al Quirinale
Allo scadere del settennato di presidenza di Giovanni Gronchi, Aldo Moro non vedeva di buon occhio le manovre del presidente dell'Eni, Enrico Mattei, miranti alla rielezione del presidente uscente Gronchi. 

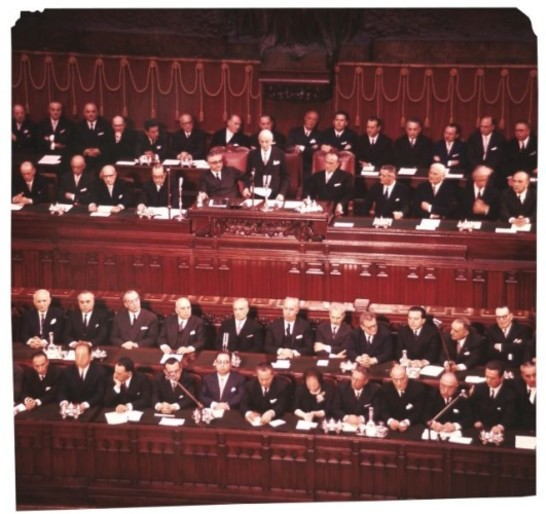
Giuramento di Antonio Segni l'11 maggio 1962

Propose quindi e ottenne dal suo partito la candidatura di Antonio Segni, ritenendo che l'elezione di quest'ultimo, che era un conservatore, fosse necessaria per rassicurare le correnti a destra della DC e guadagnare anch'esse alla sua politica di apertura al Partito Socialista. Fu l'unica volta che un candidato ufficiale della DC alla presidenza della Repubblica uscì vittorioso dal responso delle urne. Il partito, tuttavia, nei primi otto scrutini non votò mai compatto per il politico sassarese, in quanto Gronchi ottenne sempre tra i 20 e i 45 voti, mentre altri consensi furono dispersi tra Attilio Piccioni (addirittura 51 voti al terzo scrutinio), Cesare Merzagora (tra i 12 e i 18) ed altri. Anche nello scrutinio decisivo vi furono 51 schede bianche di aleatoria attribuzione.
Antonio Segni fu comunque eletto Presidente della Repubblica Italiana il 6 maggio 1962 al nono scrutinio, con 443 voti su 842, comprensivi dei consensi del MSI e dei monarchici, che avevano cominciato a votarlo sin dal terzo scrutinio. Prestò giuramento l'11 maggio 1962 e il giorno dopo respinse le dimissioni di cortesia presentategli dal Presidente del Consiglio Amintore Fanfani che, pertanto, restò in carica sino alle elezioni politiche dell'aprile 1963, con la partecipazione di socialdemocratici e repubblicani e l'appoggio esterno del PSI.

#### Segni e il centro-sinistra
I suoi due anni al Quirinale furono contrassegnati da tensioni con il blocco formato da Ugo La Malfa, il PSI ed una parte della DC che spingeva per riforme sociali e strutturali, invise ad un conservatore come Segni. Fu anche contrario alla candidatura di Giovanni Battista Montini al soglio pontificio, tanto da far pervenire, tramite Luigi Gedda, il suo dissenso ai cardinali prima che entrassero nel conclave conseguente alla morte di papa Giovanni XXIII.
Logorato dall'insuccesso alle elezioni politiche del 1963, il 16 maggio Fanfani rassegnò le dimissioni del suo governo. L'incarico venne affidato al segretario democristiano Aldo Moro, intenzionato a varare un nuovo governo tra DC, Partito Repubblicano e PSDI appoggiato esternamente dal PSI, ma gli organi direttivi del Partito Socialista fecero mancare la ratifica dell'accordo programmatico già concordato con Pietro Nenni e il segretario DC fu costretto a rinunciare.
Segni designò allora il presidente della Camera Giovanni Leone, specificando che, in caso di ulteriore fallimento, avrebbe sciolto il neoeletto Parlamento e indetto nuove elezioni. Leone riuscì allora a costituire un monocolore DC di respiro transitorio e, per tale motivo, detto dalla stampa «balneare» – con l'appoggio esterno di PRI, PSDI e PSI. Finalmente, nel dicembre 1963, Aldo Moro poté varare il primo governo di centro-sinistra della Repubblica italiana, con la partecipazione del Partito Socialista Italiano.
Il 17 settembre 1963, Segni inviò un messaggio alle Camere, a norma dell'art. 87 della Costituzione, con il quale si segnalavano alcuni problemi istituzionali collegati alle previsioni della Costituzione. In particolare, il presidente rilevava alcune difficoltà funzionali delle modalità di elezione dei componenti della Corte costituzionale - suggerendo le opportune soluzioni - e la necessità di prevedere espressamente la non rieleggibilità del presidente della Repubblica. Mentre in seguito, con l'approvazione della legge costituzionale n. 2 del 22 novembre 1967, il Parlamento provvide a modificare la Costituzione nel senso indicato da Segni nella prima parte del suo messaggio, le norme sull'eleggibilità del presidente della Repubblica rimasero invariate.

#### Segni e il Piano Solo

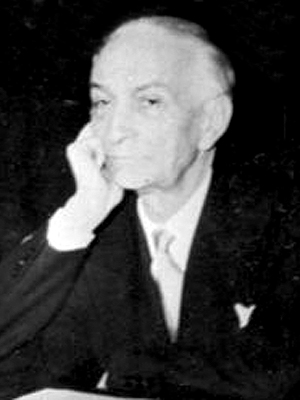
Antonio Segni nel 1962

Come il suo predecessore, Segni era particolarmente vicino al generale Giovanni de Lorenzo, comandante generale dell'Arma dei Carabinieri, ex partigiano di convinzioni monarchiche. Su richiesta di Segni (in seguito al viaggio a Parigi, 19-22 febbraio 1964), il 25 marzo 1964 De Lorenzo ricevette i comandanti delle divisioni di Milano, Roma e Napoli, proponendo loro un piano finalizzato a far fronte a una ipotetica situazione di estrema emergenza per il Paese. Per l'attuazione del piano si prevedeva l'intervento dell'Arma dei Carabinieri e "solo" di essa: da qui il nome di "Piano Solo". Il piano prevedeva inoltre il presidio della RAI-TV, l'occupazione delle sedi dei giornali e dei partiti di sinistra e l'intervento dell'Arma in caso di manifestazioni filo-comuniste Nel Piano non era invece inclusa una lista di 731 uomini politici e sindacalisti di sinistra che i carabinieri avrebbero dovuto prelevare e trasferire in varie sedi, tra cui la base militare segreta di capo Marrargiu. La lista di enucleandi era prevista invece dalla circolare Vicari e sicuramente in altri piani di contingenza.
Il 10 maggio De Lorenzo presentò il suo piano a Segni, che ne rimase particolarmente impressionato, tanto che nella successiva sfilata militare per l'anniversario della Repubblica lo si vide piangere commosso alla vista della modernissima brigata meccanizzata dei carabinieri, allestita dallo stesso De Lorenzo. Tuttavia sia Giorgio Galli che Indro Montanelli ritengono che non fosse nelle intenzioni del presidente Segni eseguire un colpo di Stato, ma agitarlo come uno spauracchio a fini politici.
Pochi giorni dopo, il 25 giugno 1964, il governo Moro I fu battuto sulla discussione del bilancio del Ministero della pubblica istruzione, nella parte che assegnava maggiori fondi per il funzionamento delle scuole private. Pur non avendo posto la questione di fiducia, Moro rassegnò le dimissioni.
Il 3 luglio, durante le consultazioni per il conferimento del nuovo incarico di governo a Moro, Segni esercitò pressioni sul leader socialista Nenni per indurre il suo partito a uscire dalla maggioranza governativa, perché osteggiato dalle forze economiche; gli comunicò che comunque avrebbe rimandato alle Camere, per riesame, il disegno di legge urbanistica Sullo - Lombardi, qualora fosse stato approvato.
Il 14 luglio Segni convocò e ricevette al Quirinale il capo di stato maggiore della difesa, generale Aldo Rossi e il 16 luglio il generale De Lorenzo. Lo stesso giorno, De Lorenzo si recò a una riunione dei rappresentanti della DC, per recapitare un messaggio del presidente Segni. Il contenuto del messaggio non è stato diffuso; alcuni storici, tuttavia, ritengono che si riferisse alla disponibilità del presidente, qualora le trattative per la formazione di un nuovo governo di centro-sinistra fossero fallite, di dare mandato al Presidente del Senato Cesare Merzagora di costituire un "governo del presidente".
Il 17 luglio, invece, Moro si recò al Quirinale, con l'intenzione di accettare l'incarico per formare un nuovo governo di centro-sinistra. Durante le trattative, Nenni aveva accettato il ridimensionamento dei suoi programmi riformatori. Nell'Avanti! del 22 luglio si giustificò in tal modo di fronte ai suoi elettori e compagni di partito: "Se il centro-sinistra avesse gettato la spugna sul ring, il governo della Confindustria e della Confagricoltura era pronto a essere varato. Aveva un suo capo, anche se non è certo che sarebbe arrivato per primo al traguardo senza essere sopravanzato da qualche notabile democristiano"; e nel numero del successivo 26 luglio dichiarò: "La sola alternativa che si sarebbe delineata sarebbe stata un governo di destra... nei cui confronti il ricordo del luglio 1960 sarebbe impallidito".

#### Malattia e dimissioni
Il 7 agosto 1964, durante un concitato colloquio con l'esponente socialdemocratico Giuseppe Saragat e il presidente del Consiglio dei ministri Aldo Moro, Segni fu colpito da trombosi cerebrale. Nessuno dei presenti ha mai fatto dichiarazioni sul contenuto del colloquio; solo nei diari di Ettore Bernabei se ne è ricevuta una descrizione, da fonte comunque indiretta.

Ne seguì l'accertamento della condizione d'impedimento temporaneo, avvenuto con atto congiuntamente firmato dai presidenti delle due Camere e dal Presidente del Consiglio; il 10 agosto assunse le funzioni ordinarie di supplente il presidente del Senato Cesare Merzagora che le mantenne fino al 29 dicembre. Pur trattandosi di grave malattia, non si arrivò mai alla dichiarazione di "impedimento permanente" prevista dall'articolo 86 della Costituzione che avrebbe comportato una nuova elezione, e la situazione fu risolta dalle dimissioni volontarie, avvenute il 6 dicembre 1964.

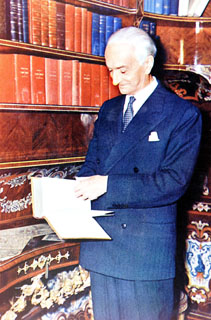
Il presidente Segni nella biblioteca del Quirinale

### Ultimi anni e morte
Divenne senatore a vita in quanto presidente emerito della Repubblica, e morì a Roma il 1º dicembre 1972, all'età di 81 anni.
Segni venne seppellito nel cimitero comunale di Sassari.

## Nella cultura di massa
Durante una missione a Parigi, Segni, allora presidente del Consiglio, si recò in visita al palazzo dell'UNESCO. Mentre si era fermato ad ammirare un grande affresco di Picasso, fu improvvisamente raggiunto da giornalisti e fotografi e, istintivamente, si coprì gli occhi per proteggersi dalla luce dei flash. Il giorno dopo, la prima pagina del quotidiano parigino Le Figaro pubblicò la foto di Segni con la mano in faccia ed il titolo: "Il Presidente del Consiglio italiano non nasconde il suo orrore davanti all'affresco di Picasso". Il titolo, che voleva essere denigratorio, fu però apprezzato dall'opinione pubblica italiana: giunsero infatti al politico democristiano numerose lettere nelle quali lo si elogiava per aver manifestato senza problemi e pubblicamente il suo disgusto per l'arte moderna, cosa che in realtà Segni non intendeva assolutamente fare.

## Onorificenze

### Onorificenze italiane
Nella sua qualità di presidente della Repubblica italiana è stato, dall'11 maggio 1962 al 6 dicembre 1964:
Personalmente è stato insignito di: